# 破岗湖
破岗湖是一个位于中国安徽省安庆市宜秀区白泽湖乡的湖泊，面积约为140平方千米。 
破罡湖,也作破岗湖，位于安徽省安庆市东北郊，是市内最大的湖，面积约为140平方千米，因湖南端的破罡山而得名。湖水深平均约5米，盛产鱼虾，是安庆市重要的渔业资源基地。有小岛若干点缀湖中，景色独特。破罡湖与周边花山、石塘湖景区相连，作为旅游资源，有待进一步开发，发展潜力巨大，适宜旅游休闲。有破罡湖闸贯通长江，渔业资源丰富，附近有长风乡渔场。该渔场始建于1987年，总面积300多亩，可养水面240亩，场房一幢300平方米，场区位于安庆市新城东区，东临长江，西抵破罡湖，北与枞阳县毗邻，南与安庆市老城区相距仅14公里。交通便利，有安枞公路，省道228环湖经过，北部抵枞阳长河大堤。